# Chamoi Bunda
Chamoi Bunda ist eine Ortschaft im westafrikanischen Staat Gambia.
Nach einer Berechnung für das Jahr 2013 leben dort etwa 778 Einwohner, das Ergebnis der letzten veröffentlichten Volkszählung von 1993 betrug 562.

## Geographie
Chamoi Bunda liegt am nördlichen Ufer des Gambia-Flusses in der Upper River Region, Distrikt Wuli. Der Ort liegt an der North Bank Road, rund sieben Kilometer westlich von Badja Kunda.